# Beania hexamicorum
Beania hexamicorum är en mossdjursart som beskrevs av Tilbrook, Hayward och Gordon 200. Beania hexamicorum ingår i släktet Beania och familjen Beaniidae. Inga underarter finns listade i Catalogue of Life.